# Aron Sele
Aron Sele (* 2. September 1996) ist ein liechtensteinischer Fussballspieler. Seit dem Sommer 2020 stand er für drei Spielzeiten bei Chur 97 unter Vertrag.

## Karriere
Aron Sele spielte in seiner Jugend für die Auswahlen des Liechtensteiner Fussballverbands (LFV) und den FC Triesen. In der Saison 2014/15 wechselte er in die erste Mannschaft des FC Triesen und spielte für diese eine Saison lang in der 3. Liga. Zur neuen Saison 2015/16 wechselte er zum FC Balzers, wo er während drei Jahren zu insgesamt 65 Einsätzen kam, in denen er vier Treffer erzielen konnte.
Im Mai 2018 unterzeichnete Sele einen Vertrag beim FC Vaduz, womit er zur neuen Saison in der Challenge League spielte. Am 1. Juli 2020 folgte dann der Wechsel zum Fünftligisten Chur 97.